# إدوين إي. لويس
إدوين إي. لويس (بالإنجليزية: Edwin E. Lewis)‏ هو مهندس معماري أمريكي، ولد في 1846 في كورنيش في الولايات المتحدة، وتوفي في 1928 في غاردينر في الولايات المتحدة.